# Sophia (revista)
Sophia fue una revista teosófica fundada en Madrid en 1893.

## Descripción

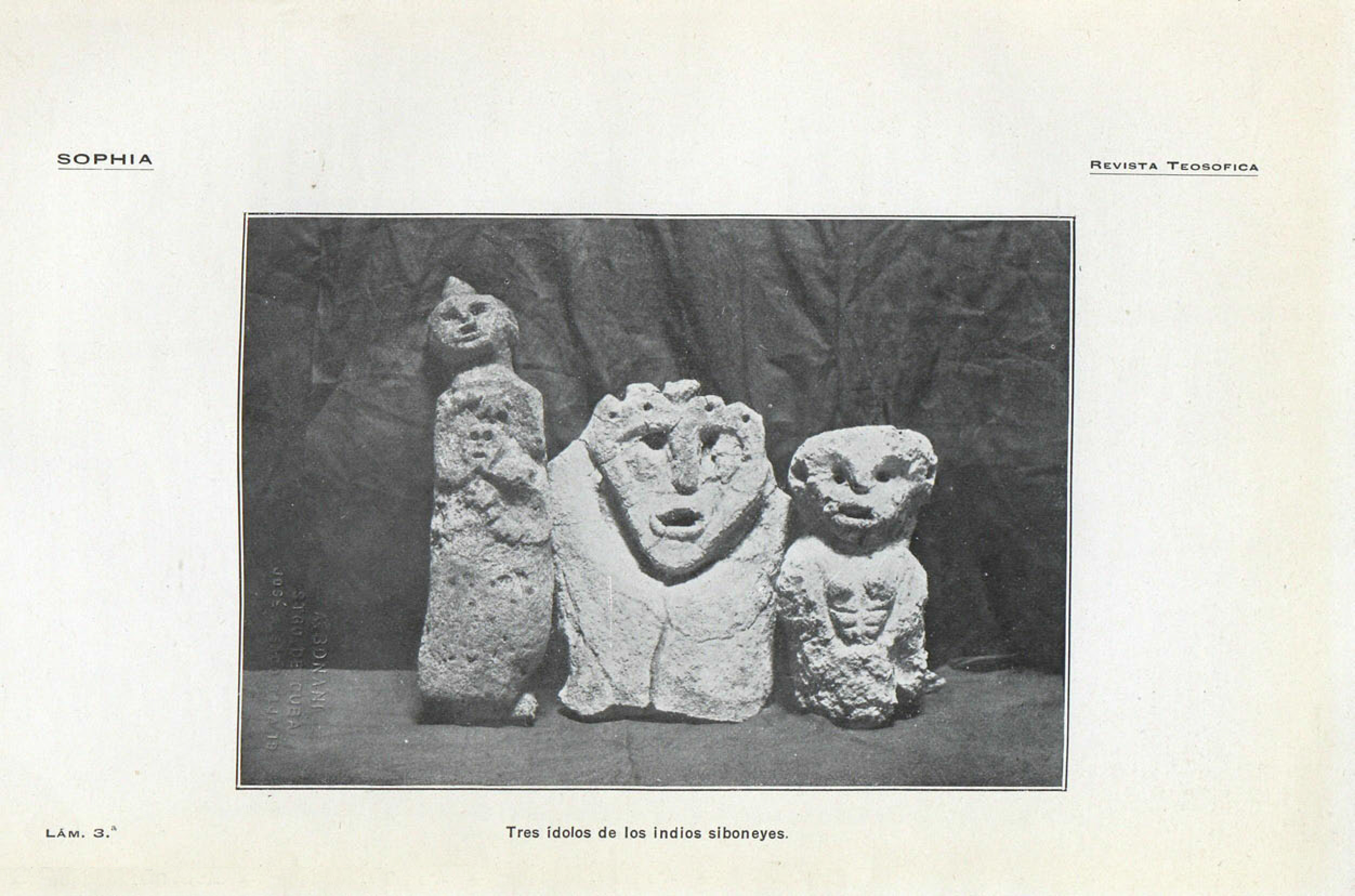
«Tres ídolos de los indios siboneyes»

La revista, editada en Madrid y considerada órgano de la Sociedad Teosófica en España, desde la que se divulgaron las tesis de Helena Blavatsky, fue continuadora de una publicación previa editada en Barcelona entre 1891 y 1892, titulada Estudios Teosóficos, fundada por Francisco Montoliu Togores. Fallecido en 1892, tras su muerte la publicación madrileña tomaría el relevo, llegando a figurar en esta Montoliu de forma póstuma como su fundador.
Su primer número apareció el 7 de enero de 1893 y estuvo dirigida en origen por José Xifré y Hamel, rico banquero industrial nacido en París y discípulo directo de Blavatsky, que se encargó de su financiación como principal mecenas del teosofismo y el orientalismo español. Tuvo dos épocas, una primera entre su fundación y marzo de 1914, cuando cesó su publicación por dificultades económicas, y una segunda, de aparición irregular, entre 1924 y 1925. Como directores figuraron, sucesivamente, José Melián, Viriato Díaz Pérez, Rafael Urbano y Manuel Treviño Villa.
Vinculada al modernismo, en sus páginas participaron autores como Mario Roso de Luna, Viriato Díaz Pérez, Leopoldo Lugones, Vicente Risco, Ramiro de Maeztu y Rubén Darío, entre otros.